# Mieczysław Bodziana
Mieczysław Bodziana (ur. 22 stycznia 1958 w Dusznikach-Zdrój) – polski biathlonista, medalista mistrzostw Polski, reprezentant Polski.

## Życiorys
Był zawodnikiem MKS Duszniki-Zdrój, Górnika Wałbrzych (1980-1982), WKS Legii Zakopane (1982-1985) i Orlicy Duszniki-Zdrój (1986).
Reprezentował Polskę na mistrzostwach świata juniorów w 1978 (14 m. w biegu indywidualnym, 13 m. w sprincie i 9 m. w sztafecie) i 1979 (30 m. w sprincie i 8 m. w sztafecie) oraz mistrzostwach świata w 1981 (60 m. w biegu indywidualnym, 47 m. w sprincie i 11 m. w sztafecie), 1983 (39 m. w sprincie i 14 m. w sztafecie),  1985 (39 m. w sprincie i 11 m. w sztafecie) i 1986 (62 m. w biegu indywidualnym, 67 m. w sprincie i 13 m. w sztafecie).
Na mistrzostwach Polski seniorów wywalczył 12 medali:
- 1979: 3. m. w sztafecie (w barwach MKS Duszniki-Zdrój)
- 1980: 2. m. w sztafecie (w barwach Górnika Wałbrzych)
- 1981: 2. m. w sztafecie (w barwach Górnika)
- 1982: 2. m. w sztafecie (w barwach WKS Legii Zakopane)
- 1983: 2 m. w biegu indywidualnym, 1. m. w sztafecie (w barwach WKS Legii Zakopane)
- 1984: 3. m. w sprincie, 1. m. w sztafecie (w barwach WKS Legii Zakopane)
- 1985: 3. m. w biegu indywidualnym, 2. m. w sprincie, 1. m. w sztafecie (w barwach WKS Legii Zakopane)
- 1986: 3. m. w sztafecie (w barwach MKS Orlicy Duszniki-Zdrój)